# Coup de soleil (pièce de théâtre)
 (juin 2023).
Si vous disposez d'ouvrages ou d'articles de référence ou si vous connaissez des sites web de qualité traitant du thème abordé ici, merci de compléter l'article en donnant les références utiles à sa vérifiabilité et en les liant à la section « Notes et références ».
Pour les articles homonymes, voir Coup de soleil (homonymie).
Coup de soleil est une pièce de théâtre de Marcel Mithois, écrite pour Jacqueline Maillan.
La pièce fut créée au Théâtre Antoine en 1982, et diffusée à la télévision en 1985.
Le rôle de Valentine Matignon fut repris par Danielle Darrieux pour la tournée de 1984.

## Argument
Valentine Matignon est une parfumeuse, un « nez », de renom. Elle entretient une relation depuis 15 ans avec Gérard, et s'apprête à rompre, car elle s'ennuie. Survient Patrick, un fleuriste plein de vie, qui lui livre le bouquet que Gérard a commandé pour se faire pardonner son retard. Patrick lui fait une proposition malhonnête qu'elle finit par accepter. Elle prend un drôle de « coup de soleil ».

## À la création
- Mise en scène : Jacques Rosny
- Décor : Hubert Monloup
- Jacqueline Maillan :Valentine
- Jean-Pierre Aumont : Gérard
- Roger Miremont : Patrick
- Geneviève Brunet : Brigitte (dites « cerise »)
- Philippe Brizard : Carmarec
- Bernard Rosselli : Jérôme
- Pétronille Moss : Ghislaine

## Mises en scène
- 1982 : Jacques Rosny[2]
- 1999 : Raymond Acquaviva[3]
- 2004 : Jacqueline Bœuf[4]
- 2019 : Nathalie Uffner[5]